# Контратенор
Контратенорът е мъжки певчески глас, най-високата разновидност на тенора. Вокални партии за контратенор се срещат предимно в музиката от епохата на Барока. Поради припокриващият им се диапазон, често пъти вокални партии за контратенор се изпълняват от певици с контраалтов глас. Контратенорът е най-рядко срещания мъжки певчески глас.

## Популярни контратенори
- Парк Джимин
- Андреас Шол
- Димаш Кудайберген
- Филип Жаруски
- Дайвид Даниелс
- Рене Якобс
- Бари Гиб
- Алфред Делър
- Олег Безинских
- Фреди Меркюри
- Клаус Майне